# Universidad de Umeå
La Universidad de Umeå (Umeå universitet en sueco) es una universidad pública situada en Umeå, Suecia. 
La universidad tiene nueve facultades distribuidas sobre tres grandes áreas. Actualmente recibe cerca de 28 000 estudiantes de pregrado o en programas de especialización y cerca de 2000 estudiantes de doctorado. Tiene 1800 profesores de un total de 3800 empleados. 
Está afiliada a la EUA y a la UArctic.